# 1985 en droit
Cet article présente les faits marquants de l'année 1985 en droit.

## Événements
- L'Université de Glasgow créa la John Millar Chair of Law (la chaire John Millar de droit).

### Janvier
- 9 janvier : le gouvernement français adopte la loi relative au développement et à la protection de la montagne, dite « loi montagne ».

### Juillet
- 31 juillet : adhésion de la Somalie à la Charte africaine des droits de l'homme et des peuples adoptée le 27 juin 1981 à Nairobi (Kenya).

### Août
- 6 août : signature du traité de Rarotonga pour la création d’une zone dénucléarisée dans le Pacifique Sud. Il entrera en vigueur le 11 décembre 1986. Les États-Unis, le Royaume-Uni et la France ne le ratifieront qu'en 1996.

## Décès
- Date non précisée : 
  - Elmer Driedger, juriste canadien (° 1916).